# París-Tours 2023
La 117.ª edición de la clásica ciclista París-Tours fue una carrera en Francia que se celebró el 8 de octubre de 2023 sobre un recorrido de 213,9 kilómetros con inicio en la ciudad de Chartres y final en la ciudad de Tours.
La carrera formó parte del UCI ProSeries 2023, calendario ciclístico mundial de segunda división, dentro de la categoría UCI 1.Pro y fue ganada por el estadounidense Riley Sheehan del Israel-Premier Tech. Completaron el podio, como segundo y tercer clasificado respectivamente, el británico Lewis Askey del Groupama-FDJ y el noruego Tobias Halland Johannessen del Uno-X.

## Equipos participantes
Tomaron parte en la carrera 23 equipos: 12 de categoría UCI WorldTeam invitados por la organización, 7 de categoría UCI ProTeam y 4 de categoría Continental. Formaron así un pelotón de 157 ciclistas de los que acabaron 141. Los equipos participantes fueron:
| WorldTeams (12)- AG2R Citroën Team - Alpecin-Deceuninck - Bora-Hansgrohe - Cofidis - EF Education-EasyPost - Groupama-FDJ - Intermarché-Circus-Wanty - Jumbo-Visma - Lidl-Trek - Arkéa-Samsic - Team DSM-Firmenich - UAE Team Emirates ProTeams (7)- Bingoal WB - Equipo Kern Pharma - Israel-Premier Tech - Lotto Dstny - Q36.5 Pro Cycling Team - TotalEnergies - Uno-X Pro Cycling Team Equipos continentales (4)- CIC U Nantes Atlantique - Nice Métropole Côte d'Azur - Saint Michel-Mavic-Auber 93 - Van Rysel-Roubaix Lille Métropole |
| |

## Clasificación final
- La clasificación finalizó de la siguiente forma:[3]

| \| Clasificación general \| Clasificación general \| Clasificación general \| Clasificación general \| Clasificación general \| \| Ciclista \| Ciclista \| Equipo \| Tiempo \| \| \| --------------------- \| -------------------------- \| --------------------------- \| --------------------- \| --------------------- \| \| 1.º \| Riley Sheehan \| Israel-Premier Tech \| 4 h 39 min 05 s \| \| \| 2.º \| Lewis Askey \| Groupama-FDJ \| + 0 s \| \| \| 3.º \| Tobias Halland Johannessen \| Uno-X Pro Cycling Team \| + 0 s \| \| \| 4.º \| Joris Delbove \| Saint Michel-Mavic-Auber 93 \| + 0 s \| \| \| 5.º \| Olivier Le Gac \| Groupama-FDJ \| + 7 s \| \| \| 6.º \| Christophe Laporte \| Jumbo-Visma \| + 9 s \| \| \| 7.º \| Tom Van Asbroeck \| Israel-Premier Tech \| + 9 s \| \| \| 8.º \| Arnaud Démare \| Arkéa-Samsic \| + 9 s \| \| \| 9.º \| Edward Theuns \| Lidl-Trek \| + 9 s \| \| \| 10.º \| Paul Penhoët \| Groupama-FDJ \| + 9 s \| \| |                            |                             |                 |
| |                            |                             |                 |
| Fuente: ProCyclingStats |                            |                             |                 |
| Clasificación general |                            |                             |                 |
| Ciclista | Ciclista                   | Equipo                      | Tiempo          |
| 1.º | Riley Sheehan              | Israel-Premier Tech         | 4 h 39 min 05 s |
| 2.º | Lewis Askey                | Groupama-FDJ                | + 0 s           |
| 3.º | Tobias Halland Johannessen | Uno-X Pro Cycling Team      | + 0 s           |
| 4.º | Joris Delbove              | Saint Michel-Mavic-Auber 93 | + 0 s           |
| 5.º | Olivier Le Gac             | Groupama-FDJ                | + 7 s           |
| 6.º | Christophe Laporte         | Jumbo-Visma                 | + 9 s           |
| 7.º | Tom Van Asbroeck           | Israel-Premier Tech         | + 9 s           |
| 8.º | Arnaud Démare              | Arkéa-Samsic                | + 9 s           |
| 9.º | Edward Theuns              | Lidl-Trek                   | + 9 s           |
| 10.º | Paul Penhoët               | Groupama-FDJ                | + 9 s           |

## Ciclistas participantes y posiciones finales
Convenciones:
- AB-N: Abandono en la etapa "N"
- FLT-N: Retiro por llegada fuera del límite de tiempo en la etapa "N"
- NTS-N: No tomó la salida para la etapa "N"
- DES-N: Descalificado o expulsado en la etapa "N"

## UCI World Ranking
La París-Tours otorgó puntos para el UCI World Ranking para corredores de los equipos en las categorías UCI WorldTeam, UCI ProTeam y Continental. Las siguientes tablas son el baremo de puntuación y los diez corredores que obtuvieron más puntos:
| Posición              | 1.º | 2.º | 3.º | 4.º | 5.º | 6.º | 7.º | 8.º | 9.º | 10.º | 11.º | 12.º | 13.º | 14.º | 15.º | 16.º-30.º | 31.º-40.º |
| Clasificación general | 200 | 150 | 125 | 100 | 85  | 70  | 60  | 50  | 40  | 35   | 30   | 25   | 20   | 15   | 10   | 5         | 3         |

| Clasificación |                            |                            |         |
| Posición      | Ciclista                   | Equipo                     | General |
| ------------- | -------------------------- | -------------------------- | ------- |
| 1.º           | Riley Sheehan              | Israel-Premier Tech        | 200     |
| 2.º           | Lewis Askey                | Groupama-FDJ               | 150     |
| 3.º           | Tobias Halland Johannessen | Uno-X                      | 125     |
| 4.º           | Joris Delbove              | Saint Michel-Mavic-Auber93 | 100     |
| 5.º           | Olivier Le Gac             | Groupama-FDJ               | 85      |
| 6.º           | Christophe Laporte         | Jumbo-Visma                | 70      |
| 7.º           | Tom Van Asbroeck           | Israel-Premier Tech        | 60      |
| 8.º           | Arnaud Démare              | Arkéa Samsic               | 50      |
| 9.º           | Edward Theuns              | Lidl-Trek                  | 40      |
| 10.º          | Paul Penhoët               | Groupama-FDJ               | 35      |